# Neottia nandadeviensis
Neottia nandadeviensis là một loài thực vật có hoa trong họ Lan. Loài này được (Hajra) Szlach. mô tả khoa học đầu tiên năm 1995.